# 阿摺村
阿摺村（あすりむら）は、かつて愛知県東加茂郡にあった村。
昭和の大合併で足助町に編入され、現在の豊田市の一部である。
旧・足助町の北部に該当する山間部の村であった。

## 沿革
- 江戸時代末期、この地域は三河国加茂郡であり、天領、奥殿藩領、吉田藩領、旗本領などであった。
- 1878年（明治11年） -
  - 加茂郡が東加茂郡と西加茂郡に分離される。
  - 西樫尾村、東渡合村、小町村、御蔵村、実栗村、大蔵村、切山村、小手沢村が合併し、広岡村となる。
  - 東広見村と深田村が合併し、白山村となる。
- 1889年（明治22年）10月1日 - 大河原村、中立村、葛村、摺村、栃ノ沢村、東中山村、大塚村、塩ノ沢村、月原村、広岡村、白山村が合併し、阿摺村となる。
- 1893年（明治26年）2月2日 - 賀茂村の一部が分立し、大和村[3]となる。
- 1894年（明治27年）6月4日 - 阿摺村の一部[4]が分立し、瑞穂村となる。
- 1906年（明治39年）5月1日 - 阿摺村、瑞穂村、大和村が合併し、阿摺村となる。
- 1955年（昭和30年）4月1日 - 足助町、盛岡村、賀茂村、阿摺村が合併し、足助町となる。

## 学校
- 阿摺村立阿摺中学校（足助町立北部中学校に校名変更後、1971年に足助町立足助中学校に統合。現・豊田市立足助中学校）
- 阿摺村立南部小学校（現・豊田市立新盛小学校）
- 阿摺村立中部小学校（現・豊田市立大蔵小学校）
- 阿摺村立北部小学校（現・豊田市立御蔵小学校）